# 초승달

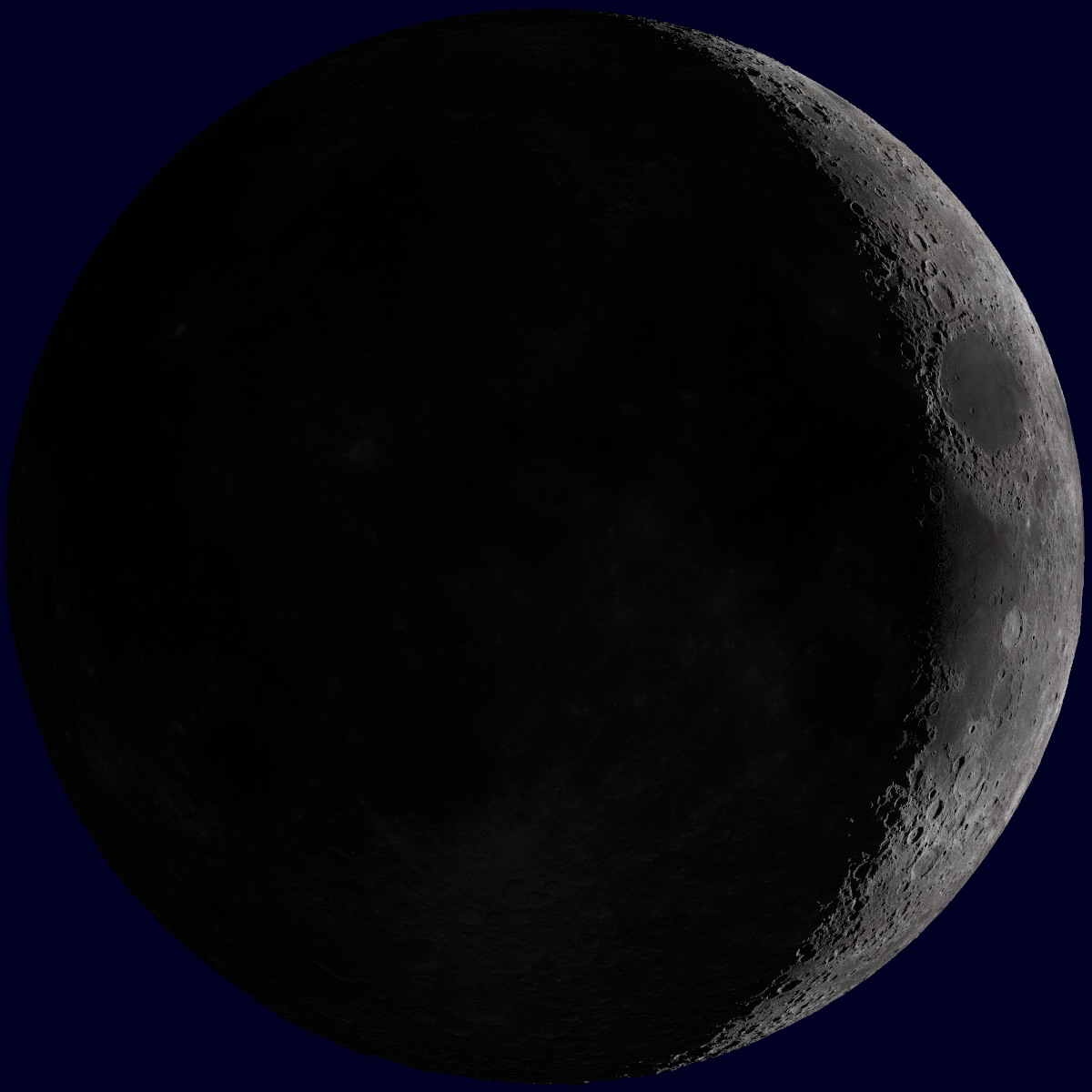

초승달은 일반적으로 양 끝이 눈썹 모양과 같이 한 쪽으로 긴 달을 의미하며, 그림이나 상징물에 주로 이용된다. 
실질적으로는 서쪽의 가는 달을 초승달이라고 부른다. 초승달은 아침(오전)에 떠서 한낮쯤이면 남쪽에 이르는데, 이 무렵에는 햇빛 때문에 보이지 않는다. 따라서 우리가 보는 초승달은 서쪽으로 지는 때에만 관측이 가능하며, 초저녁에 서쪽에 잠시 보였다가 이내 진다. 
초승달은 대개 달이 3-4일쯤 되면 초승달이라고 부르는데, 달이 제일 처음으로 보이는 것은 월령 2일부터 가능하다. 하지만 초승달의 월령은 정확히 정해진 것이 아니기 때문에, 일반적으로 초저녁 서쪽하늘에 보이는 가는 달은 초승달이라고 부른다.

## 같이 보기
- 달의 위상
- 신월
- 초승